# Холлац, Давид
Да́вид Фри́дрих Хо́ллац (нем. David Friedrich Hollaz, лат. Davidus Fridericus Hollatius; 1648, Вулков, Шведская Померания — 17 апреля 1713, Якобсхаген, провинция Померания, Бранденбург-Пруссия) — протестантский теолог, автор сочинений по лютеранской догматике, «последний великий богослов лютеранский ортодоксии», основатель династии лютеранских пасторов и церковных писателей.

## Биография
Родился в 1648 году в Вулкове в семье приказчика Михаэля Холлаца. В возрасте четырёх лет потерял отца. Рос в крайней бедности, однако семья и приход смогли собрать средства на его образование. После обучения в школах в Старгарде и Ландсберге-на-Варте он перешёл в среднюю школу в Эрфурте, где изучал древние языки и иврит. 17 июня 1668 года поступил в Виттенбергский университет, где изучал теологию у Абрахама Калова, Иоганна Андреаса Квенштедта, Иоганна Кристиана Кирхмайера и Иоганна Майснера.
В 1670 году стал проповедником в церкви в Пюцерлине, откуда в 1681 году его перевели проповедником в Старгард. В 1683 году после отказа от места пастора в Пюцерлине, Холлац был назначен заместителем ректора прихода в Старгарде. 24 апреля 1683 года защитил степень магистра теологии в Виттенбергском университете. Через год стал ректором лицея в Кольберге и проповедником в Санкт-Мартине. В 1692 году получил назначение на место проректора и пастора в Якобсхагене, где прослужил до самой смерти 17 апреля 1713 года.
Холлац был трижды женат: первым браком на Элизабет Тесмар, дочери его коллеги в Пюцерлине; вторым браком на Элизабет Шенинг, дочери ректора в Якобхагене; и третьим браком на Ильзе Вирбиц. От трех жен он имел тринадцать детей, из которых его сын Давид Холлац (1679—1743) также служил пастором в Якобхагене, а внук, тоже Давид Холлац (1704—1771), был пастором в Гюнтерсберге-на-Цахане в Померании и известным церковным писателем Моравской церкви.

## Теология
Давид Холлац был назван современниками «последним великим богословом лютеранский ортодоксии». Его главной работой является опус по систематической теологии Examen theologicum acroamaticum universam theologiam thetico-polemicam complectens, написанный им в 1707 году для учеников лицея в Кольберге. Книга была издана при жизни Холлаца, и впоследствии переиздавалось ещё восемь раз, в течение пятидесяти лет после смерти автора.
Сочинение представляет собой полное изложение системы лютеранского богословия и является последним «великим учебником ортодоксальной лютеранской догматики». Вся книга состоит из четырёх больших глав и включает размышления о Боге, как объекте богословия, о падшем человеке, как субъекте богословия, о генезисе мира и о средствах, ведущих к спасению и Церкви.
Холлац излагает систему в виде quaestiones (вопросы), которые объясняются probationes (примеры), за которыми следуют antitheses (антитезы), против которых выдвигаются различные instantia (подтверждения) из Священного Писания. Он заканчивает книгу suspiria (молитвенный вздох), призывая сосредоточить внимание на Боге, как источнике всякого учения и мудрости.
Подобно предшествующим лютеранским теологам, Холлац говорит о Ветхом и Новом Заветах, как об устном выражении Слова Божия и почитает Бога, как всемогущего и любящего Отца творения и человечества. Он подчеркивает, что субъективный разум человека, нуждается в даре веры, который человек получает от Иисуса Христа. Холлац полагал, что в Библии боговдохновенно каждое слово
Признавая влияние пиетизма в современной ему протестантской среде, Холлац, тем не менее, в своих сочинениях не высказывается по поводу этого феномена, но он категорически отвергает мистику.

## Сочинения
- Examen theologicum acroamaticum; Stargard 1707; Neudruck Darmstadt (WBG) 1971
- Scrutinium veritatis in mysticorum dogmata; Wittenberg 1711
- Ein gottgeheiligt dreifaches Kleeblatt (1713)